# Retisol
Retisol es un Grupo de Suelos de Referencia de la Base de Referencia Mundial de Recursos Suelos (WRB) Los retisoles se caracterizan por la migración de arcilla y una característica específica adicional: el horizonte eluvial más pobre en arcilla y de color más claro se intercala en forma de red en el horizonte iluvial más rico en arcilla y de color más intenso. El horizonte iluvial es el horizonte árgico de diagnóstico, y la intercalación se denomina propiedades retic (latín: rete = red).
Los retisoles se introdujeron recientemente con la tercera edición de la WRB en 2014. Incluyen los albeluvisoles definidos de manera más restringida de la primera y segunda edición (1998 y 2006), que fueron abolidos en 2014. La definición de retisoles se asemeja a la definición de los Podzoluvisoles de la Leyenda (1974) y la Leyenda Revisada (1988) de la clasificación de suelos de FAO.